# Jekaterina Sjatnaja
Jekaterina (Katja) Sjatnaja, Russisch:Екатерина Владимировна Шатная, (Alma-Ata, 21 februari 1979) is een Kazachs triatlete. 
Shatnaya deed in 2004 mee aan de Olympische zomerspelen van Athene. Ze finishte als 41e in een tijd van 2:19.26,75. 

## Palmares

### triatlon
- 2004: 41e Olympische Spelen van Athene